# Estación de Cressier (Neuchâtel)
La estación de Cressier es una estación ferroviaria de la comuna suiza de Cressier, en el Cantón de Neuchâtel.

## Historia y situación
La estación de Cressier fue inaugurada en el año 1859 con la puesta en servicio del tramo Vaumarcus - Le Landeron de la línea Olten - Lausana, también conocida como la línea del pie del Jura.
Se encuentra ubicada en el noreste del núcleo urbano de Cressier. Cuenta dos andenes laterales a los que acceden dos vías pasantes.
En términos ferroviarios, la estación se sitúa en la línea Olten - Lausana, que prosigue hacia Ginebra y la frontera francosuiza, conocida como la línea del pie del Jura. Sus dependencias ferroviarias colaterales son la estación de Le Landeron hacia Olten y la estación de Cornaux en dirección Lausana.

## Servicios ferroviarios
Los servicios ferroviarios de esta estación están prestados por SBB-CFF-FFS:

### Regional
- R Neuchâtel - Biel/Bienne.Cuenta con trenes cada hora en ambos sentidos, con refuerzos en las horas punta de lunes a viernes.